# Antonio De Tullio
Antonio De Tullio (Bari, 22 marzo 1854 – Bari, 25 ottobre 1934) è stato un imprenditore e politico italiano  e uno dei primi promotori della Fiera del Levante di Bari.

## Biografia
Figlio di un commerciante di tessuti, rimane giovanissimo orfano di suo padre e al compimento dei diciotto anni prende le redini dell'azienda dedicandosi alla più lucrosa attività dell'importazione di prodotti esteri. Sempre in giovane età inizia ad interessarsi alla vita economica e politica della sua città. Affine al movimento di opposizione alla classe dirigente liberale ne condivide il pensiero e le attività quando, all'inizio degli anni '80 del XIX secolo, anche a Bari la sinistra radicale si organizza in battaglie come quella per il suffragio universale e in un sodalizio che in loco si concretizza nell'Associazione democratica, di cui assume la presidenza. 
Nel 1882 viene eletto per la prima volta in consiglio comunale, all'opposizione di una giunta moderata che - secondo il suo giudizio - presta ogni sua attenzione alle speculazioni private. Alle successive elezioni del 1885 entra nella giunta di sinistra presieduta dal sindaco Giuseppe Capruzzi e si impegna attivamente nel programma di investimenti in materia di edilizia, opere pubbliche e istruzione, un piano ambizioso da coprire finanziariamente con provvedimenti peraltro impopolari quali l'aumento del dazio e un taglio di spese a danno delle classi abbienti. De Tullio viene nominato membro del comitato per l'acquedotto ma l'inasprimento fiscale, oltre ad un generale ritardo sull'esecuzione delle opere, alimenta il malcontento della cittadinanza e induce i radicali a ritirare l'appoggio alla giunta. Dai banchi dell'opposizione si fa portavoce delle istanze dei ceti produttivi e della necessità di un aumento degli stanziamenti governativi a favore della Puglia.
Massone, membro del Grande Oriente d'Italia, nel 1885 fu membro del Consiglio dell'Ordine. 

La fiera provinciale di Bari del 1900

Nel 1888 è stato intanto eletto consigliere della Camera di commercio. Rieletto undici volte, nominato presidente nel 1896, vi rimane fino al 1927 pur continuando l'attività di consigliere comunale e - per un solo mandato - provinciale. In tale ruolo, dopo la "mostra provinciale di Bari" del 1900, promuove la costituzione di un comitato per l'organizzazione di un evento analogo, coinvolgente tutta la Puglia attraverso l'interessamento delle province e dei deputati eletti nei suoi collegi. In una seduta del consiglio camerale dell'aprile 1900 viene deciso di tenerla nel 1913, anno in cui ricorre il centenario del borgo Murat, e sono anche stanziate centomila lire per le necessità organizzative, ma le scarse risorse finanziarie e tecnologiche disponibili riducono l'iniziativa ad un tentativo operato da un'impresa privata e miseramente fallito.
Il successivo scoppio della prima guerra mondiale rinvia ulteriori decisioni a tempi più propizi. Negli anni del conflitto si occupa principalmente dei problemi dell'agricoltura e dell'ampliamento del porto di Bari, che nelle sue intenzioni, stante la vicinanza dei Balcani, deve assumere la stessa importanza di quelli di Venezia, Trieste, Genova e Napoli e per il quale ottiene la dichiarazione di pubblica utilità nel 1917. 

De Tullio (al centro) coi consiglieri della Camera di commercio italo-orientale

De Tullio accanto al Re all'inaugurazione della prima Fiera del levante

Nel dopoguerra torna a lavorare all'idea della mostra regionale, nel frattempo ampliata al progetto di una più ambiziosa "fiera campionaria adriatica". Dopo tre voti andati a vuoto nel triennio 1920-1922 a dare nuovo impulso alla proposta è Mussolini, che vuole fare di Bari e del suo porto la seconda base dopo Venezia della politica espansionistica italiana verso l'oriente. Quello che fino ad allora era stato solo l'abbozzo di un'idea diventa una fiera che secondo Araldo di Crollalanza "deve essere nazionale ed internazionale allo stesso tempo, e deve essere voluta da Bari, dall'Italia, dal Governo, con grandi linee di allestimento e con grandi proponimenti. Deve, insomma, rappresentare verso l'Oriente, ciò che rappresenta la Fiera di Milano verso l'Europa del centro". De Tullio viene allo scopo chiamato a presiedere la Camera di commercio italo-orientale, voluta personalmente da Mussolini allo scopo di incrementare i rapporti con l'Albania, approfondire la conoscenza delle lingue e dei mercati orientali e predisporre lo statuto per l'istituzione della fiera che, rivolgendo il proprio interesse vero l'oriente, ha nel frattempo assunto la denominazione Fiera del Levante, e il primo febbraio 1925 è iscritto "ad honorem" al Partito nazionale fascista.  
Lo stesso Di Crollalanza propone la sua nomina a senatore a vita e lo vuole presidente della prima edizione della fiera, inaugurata da re Vittorio Emanuele III il 6 settembre 1930.